# ناتاليا خيمينيز
ناتاليا خيمينيز (بالإسبانية: Natalia Jiménez)‏ (و. 1981  م) هي مغنية إسبانية، ولدت في مدريد.

## وصلات خارجية
- ناتاليا خيمينيز على موقع IMDb (الإنجليزية)
- ناتاليا خيمينيز على موقع ميوزك برينز (الإنجليزية)
- ناتاليا خيمينيز على موقع أول ميوزيك (الإنجليزية)
- ناتاليا خيمينيز على موقع ديسكوغز (الإنجليزية)

- ناتاليا خيمينيز في قاعدة بيانات الأفلام على الإنترنت